# Kudravi nesit
Kudravi nesit (dalmatinski pelikan, lat. Pelecanus crispus) je najveća vrsta pelikana. Gnijezdi se na Balkanu, Maloj Aziji, Levantu, Ukrajini, južnoj Rusiji, sve do Mongolije i Kine. Naseljava močvare i obale jezera. Prvi znanstveni opis ove vrste napravio je njemački ornitolog Carl Friedrich Bruch 1832. prema primjerku ulovljenom na Neretvi. U bečkom prirodoslovnom muzeju čuvaju se jaja koja su danas jedini dokaz da se u dolini Neretve gnijezdila ova ptica. Nema postojećih podvrsta, ali je u pleistocenu postojala paleopodvrsta Pelecanus crispus palaeocrispus. Opisana je prema fosilima iz Binagadya u Azerbajdžanu.

## Opis
Dugačak je 170-190 cm, s rasponom krila preko 3 metra. Težak je 11 – 15 kg. Na glavi ima duže kovrčasto perje, zbog čega ga ponekad nazivaju kudravi pelikan. Sivobijele je boje sa sivim nogama i narančastim donjim dijelom kljuna, koji postaje crven u doba parenja. Na vrhovima krila nalazi se malo crnog perja. Stopala i noge su olovno sive boje. Glasa se siktanjem i klepetanjem.

## Način života
Životni prostor ove ptice su šašem obrasle obale ribom bogatih mora, jezera i riječnih ušća. Hrani se pretežito ribom, koja može biti i do 50 cm dužine. Dnevno pojede oko 1 kilogram hrane. Migrira na kratke udaljenosti. U letu izgleda jako elegantno. Ima držanje slično kao čaplje.

### Razmnožavanje
Gniježdenje se događa u velikim kolonijama. Gnijezdo gradi na rubu vode ili gradi plutajuća gnijezda. Gnijezdi se jednom godišnje. Najčešće snese 2 – 3 bijela jaja. Oba roditelja inkubiraju jaja 30 – 32 dana. Nakon tri tjedna života, mladi žive bez roditeljskog nadzora, ali ih još uvijek hrane roditelji. Nakon šestog tjedna sami love ribe, a nakon desetog tjedna dobivaju sposobnost leta.

## Rasprostranjenost
Najveća populacija ovih pelikana se nalazi u laguni Karavasta u Albaniji. Ima ga na Skadarskom jezeru, gdje je postao njegov zaštitni znak, i u rezervatu Srebrna u Bugarskoj. U Dalmaciji je nestao, a zadnja kolonija bila je u dolini donje Neretve. Do 19. stoljeća gnijezdio se i u Srbiji, ali je melioracijom i pretvaranjem močvara u poljoprivredna zemljišta nestao. Danas se u Srbiji može vidjeti samo rijetko u prolazu, kao što je slučaj na ribnjaku Baranda u blizini Beograda. 2001. međunarodnim radnim sastankom održanom u Zagrebu, u organizaciji Zoološkog vrta Zagreb započet je projekt Povratak dalmatinskog pelikana u Hrvatsku.
U Hrvatskoj se gnijezdio do početka 20. stoljeća u porječju Neretve.

## Status
Prema kriterijima IUCN-a sadašnje stanje ukupne populacije dalmatinskog pelikana, unatoč laganom rastu pojedinih populacija u Grčkoj, ocijenjeno je kao „ranjivo“. Tako je ocijenjeno zbog nastavka negativnog trenda ukupne populacije i naglog opadanja brojnog stanja tijekom 20. stoljeća. Prema Crvenoj listi IUCN-a, europske države u kojima je ranije postojala gnijezdeća populacija, ali je u međuvremenu izumrla, su Bosna i Hercegovina, Hrvatska, Njemačka, Mađarska i Sjeverna Makedonija. Zbog toga se u ovim i većini ostalih europskih zemalja pojavljuje samo kao skitnica. Brojno stanje gnijezdećih parova u Europi krajem 20. stoljeća procijenjeno je na 800 do 1200 parova, a ukupna svjetska populacija na 10.000 – 13.900 jedinki.

## Vanjske poveznice
|  | Zajednički poslužitelj ima stranicu o temi Pelecanus crispus    |
|  | Zajednički poslužitelj ima još gradiva o temi Pelecanus crispus |
|  | Wikivrste imaju podatke o taksonu Pelecanus crispus             |